# El Poate Fi Alesul
El Poate Fi Alesul (titlu original: „He Could Be The One”) este al optsprezecelea episod din cel de-al treilea sezon al serialului nominalizat la Premiile Emmy „Hannah Montana”, a cărui vedetă este Miley Cyrus. Este al 73-lea episod al serialului, primind codul de producție 326/327. În Statele Unite, Regatul Unit și alte câteva teritorii, episodul a fost difuzat ca un „special” de o oră întreagă, pe când în majoritatea statelor din Europa, precum și România a fost împărțit în două episoade a câte 30, respectiv 20 de minute. În acest episod apare Brooke Shields, ca „Mama” și Cody Linley, ca Jake Ryan, dar și Drew Roy, ca Jesse.

## Povestea
Miley se întâlnește pe ascuns cu Jesse de 3 săptămâni, fiindu-i frică de reacția prienilor și familiei ei la aflarea veștii. În timp ce repeta cu trupa noul cântec „I'm Not Comming Your Way”, Hannah primește un apel de la Jake, după ce îl refuză pe noul chitarist, Jesse. Lola îl ia pe nepregătite pe Jake când îi răspunde pe telefonul lui Miley. Apoi, Miley încearcă să îl facă pe tatăl ei să îl placă pe Jake, dar după mai multe încercări eșuază. La sfatul Lolei, Miley se preface că îl place pe Jesse, un tip „dur”, pentru ca tatăl ei să recunoască că Jake ar fi mai bun. Robby își dă seama de plan și Jesse se supără pe ea. Totuși, tatăl ei îi spune lui Miley că l-ar accepta pe Jake, dacă așa ar fi ea fericită. Când Miley încearcă să îi dea vestea cea bună lui Jake, ea îl vede pe Jesse supărat. Împreună compun versurile pentru „He Could Be The One”, noua versiune pentru „I'm Not Comming Your Way”. Când Miley îi cântă lui Jake piesa, își dă seama că este atrasă de Jesse, dar nu poate renunța nici la Jake. Acesta le spune într-un final băieților ce simte pentru amândoi, dar nu știe pe cine să aleagă. Robby îi arată lui Miley o înregistrare veche cu mama ei, care îi zice că trebuie să își asculte inima. Ea lasă două poze cu cei doi în bătaia vântului. Îi pică în poală poza lui Jesse, dar își dă seama că nu se poate despărții de Jake. În finalul alternativ de pe DVD-ul „Is Miley Saying Goodbye?” Miley îl alege pe Jesse, zicându-i adevărul.

## Distribuția
- Miley Cyrus - Miley Stewart/Hannah Montana
- Emily Osment - Lilly Truscot/Lola Luftnagle
- Mitchel Musso - Oliver Oken/Mike Standley II
- Billy Ray Cyrus - Robby Ray Stewart
- Jason Earles - Jackson Stewart
- Moises Arias - Rico Suave
- Brooke Shields - Susan „Mama” Stewart
- Cody Linley - Jake Ryan
- Drew Roy - Jesse
- Malese Jow - Rachel (prietena lui Jesse)

## Producerea și lansarea
Episodul a fost filmat în toamna lui 2009, punăndu-i-se codul de producție 326/327. A avut premiera oficială în Statele Unite, pe Disney Channel, deși apăruse deja pe site-ul YouTube cu câteva zile înainte. În România a avut premiera pe același post TV, în sâmbăta paștelui, la 4 aprilie 2010, de la ora 17:30, ora României. A fost compilat pentru DVD-ul „Miley Says Goodbye”, apărut la 9 martie 2010. Pentru această lansare a fost filmat și adăugat un final alternativ, care a avut premiera la 10 martie, pe YouTube.

## Coloana sonoră
Pentru episodul special s-a lansat un nou single Hannah Montana - „He Could Be The One”, la data de 12 iunie 2009. Acesta a intrat direct pe locul 10 în clasamentul oficial Billboard Hot 100, fiind singura piesă a Montanei în top 10. În episod sunt folosite și alte cântece, precum „Best Of Both Worlds”, „Let's Do This” și o melodie nouă - „Don't Wanna Be Torn”. De asemenea, Rico și Jackson naratează episodul sub formă de muzical, parodiind piese precum „The Irish Washerwoman”, „I Will Survive” sau „The Best Of Both World”. Tema muzicală de început este „The Best Of Both Worlds”.